# XXXII. Armeekorps
XXXII. Armeekorps var en tysk armékår under andra världskriget. Kåren sattes upp den 26 mars 1945

## Berlin
Kåren stred som en del av 3. Panzerarmee

### Organisation
Armékårens organisation den 12 april 1945:
- 281. Infanterie-Division
- Festungs-Division Stettin
- 549. Volks-Grenadier-Division
- Kampfgruppe Voigt

## Befälhavare
Kårens befälhavare:
- General der Infanterie Friedrich-August Schack 26 mars 1945 - 3 maj 1945